# Florence Guédy
Florence Guédy (7 dicembre 1954) è un'ex tennista francese.

## Carriera
Nei tornei del Grande Slam ha ottenuto il suo miglior risultato raggiungendo i quarti di finale di doppio all'Open di Francia nel 1974, in coppia con Rosie Darmon.
In Fed Cup ha disputato un totale di 7 partite, ottenendo 4 vittorie e 3 sconfitte.

## Statistiche

### Risultati in progressione
| Sigla | Risultato               |
| ----- | ----------------------- |
| V     | Vincitore               |
| F     | Finalista               |
| SF    | Semifinalista           |
| O     | Oro olimpico            |
| A     | Argento olimpico        |
| SF    | Bronzo olimpico         |
| QF    | Quarti di Finale        |
| 4T    | Quarto turno            |
| 3T    | Terzo turno             |
| 2T    | Secondo turno           |
| 1T    | Primo turno             |
| RR    | Round Robin             |
| LQ    | Turno di qualificazione |
| A     | Assente                 |
| ND    | Non disputato           |

| Legenda superfici    |
| -------------------- |
| Cemento              |
| Terra battuta        |
| Erba                 |
| Superficie variabile |

#### Singolare nei tornei del Grande Slam
| Torneo          | 1973 | 1974 | 1975 | 1976 | 1977 | 1977 |
| --------------- | ---- | ---- | ---- | ---- | ---- | ---- |
| Australian Open | A    | A    | A    | A    | A    | A    |
| Open di Francia | 1T   | 2T   | 2T   | 2T   | 1T   | 1T   |
| Wimbledon       | A    | A    | 1T   | A    | 2T   | 2T   |
| US Open         | A    | A    | A    | A    | A    | A    |

#### Doppio nei tornei del Grande Slam
| Torneo          | 1971 | 1972 | 1973 | 1974 | 1975 | 1976 | 1977 | 1977 |
| --------------- | ---- | ---- | ---- | ---- | ---- | ---- | ---- | ---- |
| Australian Open | A    | A    | A    | A    | A    | A    | A    | A    |
| Open di Francia | 2T   | 1T   | 1T   | QF   | 2T   | 1T   | 1T   | 1T   |
| Wimbledon       | A    | A    | 1T   | 1T   | A    | A    | A    | A    |
| US Open         | A    | A    | A    | A    | A    | A    | A    | A    |

#### Doppio misto nei tornei del Grande Slam
| Torneo          | 1971          | 1972          | 1973          | 1974          | 1975          | 1976          | 1977          | 1977          | 1978          | 1979          | 1980          |
| --------------- | ------------- | ------------- | ------------- | ------------- | ------------- | ------------- | ------------- | ------------- | ------------- | ------------- | ------------- |
| Australian Open | Non disputato | Non disputato | Non disputato | Non disputato | Non disputato | Non disputato | Non disputato | Non disputato | Non disputato | Non disputato | Non disputato |
| Open di Francia | 3T            | A             | 2T            | 1T            | 2T            | 1T            | 1T            | 1T            | A             | A             | 1T            |
| Wimbledon       | A             | A             | 2T            | A             | A             | A             | A             | A             | A             | A             | A             |
| US Open         | A             | A             | A             | A             | A             | A             | A             | A             | A             | A             | A             |